# Markery somatyczne
Markery somatyczne – rodzaje uczuć generowanych na podstawie wtórnych emocji. Stanowią one fizjologiczny sygnał dla jednostki o przewidywanych skutkach podjęcia decyzji. To pewnego rodzaju alarm, który wytwarza nasz mózg na podstawie uprzednich doświadczeń. Twórcą tego pojęcia jest António Rosa Damásio.

## Hipoteza markerów somatycznych
Codzienne podejmowanie decyzji zazwyczaj zawiera ocenę, zarówno poznawczą jak i emocjonalną  wartości bodźca. Niemniej jednak często wymagana jest szybka decyzja na podstawie wielu skomplikowanych i przeciwstawnych przesłanek, co powoduje niepewność i ambiwalencję. Procesy poznawcze ustępują emocjom, gdyż te prowadzą do przeładowania i w rezultacie trudno jest podjąć jakąkolwiek decyzję.
W takiej sytuacji, markery somatyczne mogą pomóc w procesie decyzyjnym. Bodźce wzmacniające w naszym otoczeniu wywołują skojarzenie z fizjologicznym stanem afektywnym. Te typy skojarzeń są przechowywane jako markery somatyczne, najprawdopodobniej w brzuszno-przyśrodkowej korze przedczołowej (VMPFC). Później w podobnych sytuacjach te odpowiednie markery somatyczne są uruchamiane dając sygnały fizjologicznie i poprzez procesy poznawcze. W przypadku skomplikowania i niepewności co do decyzji, którą należy podjąć, markery somatyczne powiązane z doświadczeniami nagradzającymi i karzącymi z przeszłości są kojarzone z odpowiednim bodźcem.
Ten ogólny schemat często jest używany w procesie dokonywania zakupów przez konsumenta. Teoria António Rosa Damásio znalazła szerokie zastosowanie w psychologii zachowań konsumenckich i podejmowania decyzji przez klientów, którzy są przytłoczeni ofertą produktową i często dokonują zakupu na podstawie markerów somatycznych, czyli pozytywnych skojarzeń z marką.
Jądro migdałowate oraz przyśrodkowa kora okołooczodołowa to kluczowe komponenty w hipotezie tego mechanizmu, zatem uszkodzenie którejś z tych struktur zakłóciłoby ich działanie pośredniczące w rozwoju działania markerów somatycznych. Większość źródeł popierających tę teorię dostarczyły eksperymenty przy użyciu tzw. zadania hazardowego (Iowa gambling task).

## Eksperymenty
W poszukiwaniu prostego narzędzia neuropsychologicznego, które oceniałoby adekwatnie oczywiste deficyty w procesach emocjonalnych, podejmowaniu decyzji oraz umiejętnościach społecznych spowodowane patologicznymi zmianami w przyśrodkowej korze okołooczodołowej, Bechara i współpracownicy stworzyli w 1994 tzw. zadanie hazardowe. Zadanie mierzy formy nauczania, które mogą być definiowane jako formy uczenia się oparte na emocjach. Badania przy użyciu zadania hazardowego dowiodły związku pomiędzy pewnymi zachowaniami a deficytami w wielu różnych obszarach neurologicznych.